# Briggsia forrestii
Briggsia forrestii är en tvåhjärtbladig växtart som beskrevs av William Grant Craib. Briggsia forrestii ingår i släktet Briggsia och familjen Gesneriaceae. Inga underarter finns listade i Catalogue of Life.